# Septoria pistaciae
Septoria pistaciae è una specie di fungo ascomicete della famiglia delle Mycosphaerellaceae. Parassita, causa la septoriosi delle piante di pistacchio.